# 缅甸航空635号班机空难
1998年8月24日，缅甸航空635次航班（执飞机型福克F27，注册号XY-AEN）在仰光国际机场起飞，执行一次飞往大其力的2小时航班。最后一次通信是当机组人员向空管汇报飞机正从9500英尺（2896米）下降。正当飞机下降时，635号班机撞上了距机场2英里（3.2千米）的一处500英尺（152米）的小山。事故造成36名乘客和两名机组人员丧生。